# UFC on ESPN: Whittaker vs. Gastelum
UFC on ESPN: Whittaker vs. Gastelum（ユーエフシー・オン・イーエスピーエヌ：ウィテカー・バーサス・ガステラム、別名UFC on ESPN 22）は、アメリカ合衆国の総合格闘技団体「UFC」の大会の一つ。2021年4月17日、ネバダ州ラスベガスのUFC APEXで開催された。

## 大会概要
本大会ではロバート・ウィテカーとケルヴィン・ガステラムのミドル級戦が組まれた。

## 試合結果

### プレリミナリーカード
第1試合 バンタム級 5分3R
○  トニー・グレーブリー vs.  アンソニー・バーチャック ×
2R 1:31 TKO（左フック→パウンド）
第2試合 ライト級 5分3R
○  オースティン・ハバード vs.  ダコタ・ブッシュ ×
3R終了 判定3-0（29-28、29-28、29-28）
第3試合 ミドル級 5分3R
○  ジェラルド・マーシャート vs.  バルトス・ファビンスキ ×
1R 2:00 ギロチンチョーク
第4試合 女子ストロー級 5分3R
○  ジェシカ・ペネ vs.  ルピータ・ゴディネス ×
3R終了 判定2-1（29-28、28-29、29-28）
第5試合 ヘビー級 5分3R
○  アレクサンドル・ロマノフ vs.  フアン・エスピーノ ×
3R 1:05 負傷判定2-1（29-28、28-29、29-28）

### メインカード
第6試合 ライト級 5分3R
○  ルイス・ペーニャ vs.  アレクサンダー・ムニョス ×
3R終了 判定3-0（28-29、29-28、29-28）
第7試合 126.5ポンド契約 5分3R
○  トレイシー・コルテス vs.  ジャスティン・キッシュ ×
3R終了 判定2-1（29-28、28-29、30-27）
※コルテスの体重超過によりフライ級から変更
第8試合 ミドル級 5分3R
○  ジェイコブ・マルクーン vs.  アブドゥル・ラザク・アルハッサン ×
3R終了 判定3-0（30-27、30-27、30-27）
第9試合 ヘビー級 5分3R
○  アンドレイ・アルロフスキー vs.  チェイス・シャーマン ×
3R終了 判定3-0（29-28、29-28、29-28）
第10試合 ミドル級 5分5R
○  ロバート・ウィテカー vs.  ケルヴィン・ガステラム ×
5R終了 判定3-0（50-45、50-45、50-45）

### 各賞
ファイト・オブ・ザ・ナイト：ロバート・ウィテカー vs. ケルヴィン・ガステラム
パフォーマンス・オブ・ザ・ナイト：トニー・グレーブリー、ジェラルド・マーシャート
各選手にはボーナスとして5万ドルが授与された。

### カード変更
負傷などによるカードの変更は以下の通り。